# G Kembang Lama
G Kembang Lama is een bestuurslaag in het regentschap Musi Rawas van de provincie Zuid-Sumatra, Indonesië. G Kembang Lama telt 479 inwoners (volkstelling 2010).